# Église Saint-Martin de Lognes
L'église Saint-Martin est une église catholique de Lognes, en France.

## Description

### Généralités
L'église est située dans le centre de Lognes, sur la place de l'Église, à 500 m au sud-ouest de la gare de Lognes. Dédiée à saint Martin, elle dépend du diocèse de Meaux.
Il s'agit d'un édifice en croix latine, en pierre. Ses baies ont une dimension très importante par rapport à la surface des murs ; elle est à ce titre très lumineuse. L'entrée de l'église est surmonté d'un clocher.

### Décoration intérieure
Les chapiteaux de l'église sont décorés de feuilles de cacaoyer stylisées, en mémoire de la famille Menier, chocolatiers employant une grande partie de Lognes lors de la construction de l'église, à la fin du XIXe siècle. Les noms de membres des familles André et Menier sont également gravés sur ces chapiteaux.
Les douze vitraux sont l'œuvre de Christophe Cuzin. Conçus à la fin du XXe siècle, ce sont des vitraux abstraits, monochromes, constitués d'une seule pièce de verre enserrée dans une structure en aluminium peint. Les quatre vitraux de la nef symbolisent les correspondances typologiques entre l'Ancien et le Nouveau Testament, les douze Apôtres et tribus d'Israël, les quatre Évangélistes et les quatre fleuves de l'Éden. Les deux vitraux latéraux du chœur comportent juste une barre horizontale ou verticale ; le vitrail central comporte une croix. L'oculus de la chapelle baptismale, bleu, comporte un cercle. Celui de la chapelle Saint-Martin, rouge, un cercle séparé en deux, symbolisant le geste de saint Martin divisant son manteau.
Les murs de l'église sont décorés de grands aplats monochromes de peinture acrylique, encadrés de blanc, également œuvres de Christophe Cuzin.

### Mobilier
L'édifice possède deux objets classés au titre des monuments historiques :
- une cloche en bronze, fondue en 1676 (classée en 1942[5]) ;
- une statue de saint Martin en pierre polychrome, datant du XVIe siècle (classée en 1979[6]).

## Historique
Une église est construite à la fin du XVIIe siècle à Lognes, à proximité du cimetière du village et nettement éloignée. En 1877, Édouard André, maire de Lognes, offre un terrain pour édifier une nouvelle église ; elle est érigée entre 1898 et 1903, avec l'aide financière de Gaston Menier.
L'édifice est restauré entre 1994 et 2000. La décoration intérieure est le résultat d'une commande publique en 1998, portant sur les vitraux, les murs et le mobilier liturgique ; financée par la DAP, la DRAC Île-de-France et la ville de Lognes, elle est attribuée à l'artiste français Christophe Cuzin, qui réalise les vitraux avec l'atelier Duchemin.